# Mécasermine
La mécasermine, est vendue sous le nom de marque Increlex.

## Usage médical
Est un médicament utilisé pour traiter le retard de croissance chez les enfants en raison d' un déficit primaire en facteur de croissance analogue à l'insuline de type I ou d'une absence du gène de l'hormone de croissance . On l’étudie également pour la sclérose latérale amyotrophique. Le médicament est administré par injection sous la peau.

## Effets secondaires
Les effets secondaires de ce médicament  comprennent des maux de tête, une hypoglycémie, des vomissements, une bosse au site d'injection et une infection de l'oreille moyenne ;  d'autres effets secondaires peuvent inclure une hypertrophie des amygdales, une hypertension intracrânienne et une épiphysiolyse de la tête fémorale . Il s'agit d'une forme recombinante du facteur de croissance analogue à l'insuline humaine de type 1.

## Histoire
Le médicament a été approuvé pour un usage médical aux États-Unis en 2005 et en Europe en 2007,. Aux États-Unis, 400 mg coûtent environ 54 000 dollars américains en 2021. Au Royaume-Uni, ce montant coûte au NHS environ 24 000 livres sterling.